# Carrascar

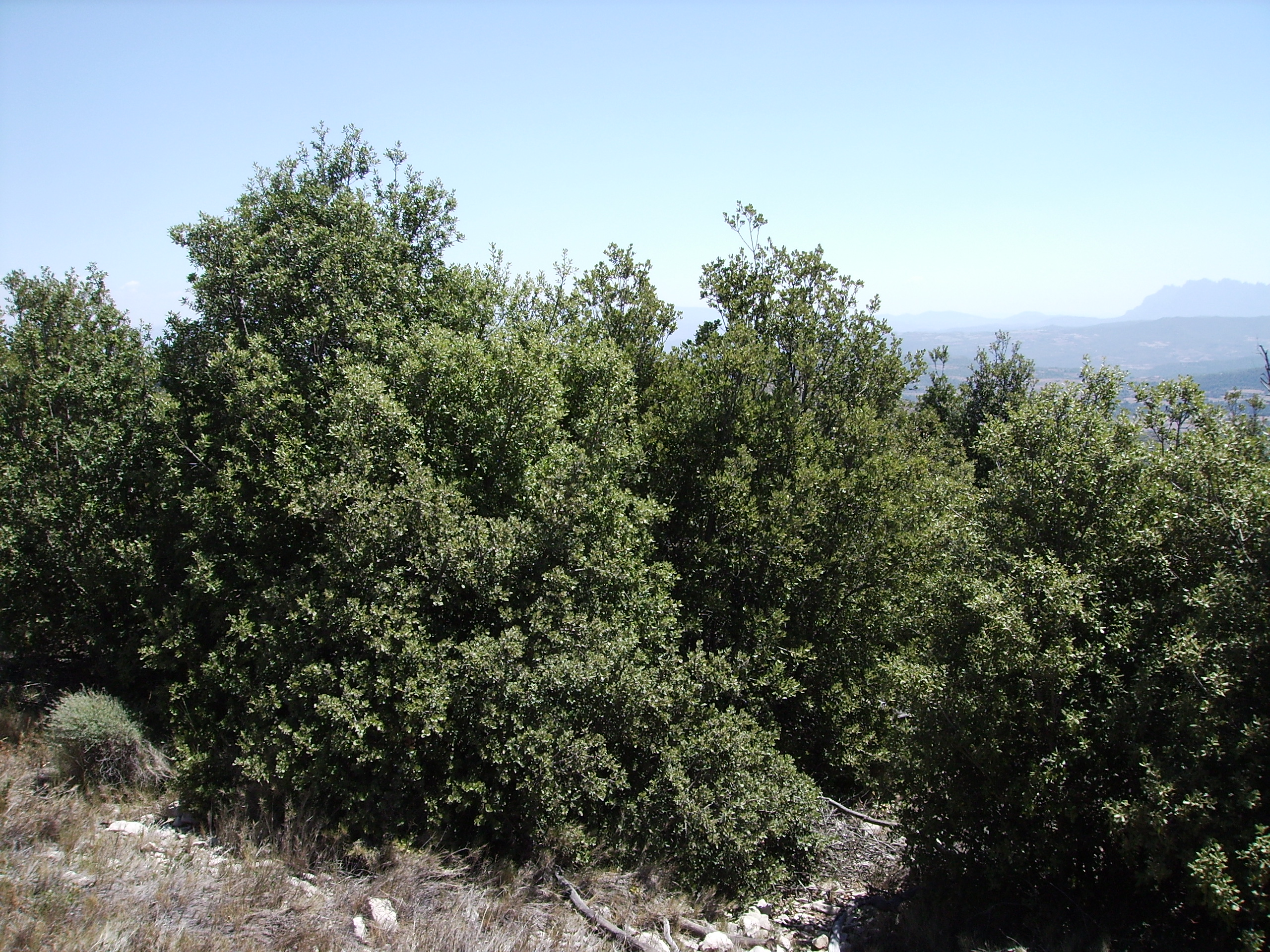
Carrascar a Castelltallat

El carrascar (associació Quercetum rotundifoliae) és un bosc on domina la carrasca o alzina de gla sovint dolça (Quercus rotundifolia).
En el llenguatge comú no està clara la diferenciació entre carrasca com Quercus rotundifolia i alzina (vera) com Quercus ilex i el carrascar de la Font Roja d'Alcoi és en realitat un alzinar de Quercus ilex.
Es tracta d'un bosc molt semblant a l'alzinar de Quercus ilex però que es presenta en llocs de clima mediterrani més continentalitzat, més meridional i en tot cas més sec i, per tant, és més pobre en espècies de sotabosc (menor presència de lianes i sense l'arbust marfull i d'altres espècies termòfiles). El recobriment de les capçades sol ser menor que als alzinars.
Al País Valencià el carrascar arriba fins als punts culminants de la Serra d'Aitana (1558 m), i pel nord els carrascars arriben fins al nord del Pallars Sobirà, on trobem carrascars als vessants solells i secs del fons de les valls (per exemple a la Vall de Cardós i la Vall d'Àneu).
Cal tenir en compte que fins fa poc es considerava la carrasca com una subespècie de Quercus ilex i en realitat existeixen molts individus híbrids entre les dues espècies que presenten caràcters intermedis respecte a les fulles, les glans, etc. Així, els alzinars de Mallorca i Menorca, tenen caràcters de les dues espècies però en general hi predominen les de Quercus ilex.